# العربية.نت
العربية.نت هو موقع إلكتروني إخباري مرتبط بقناة العربية التابعة لمركز تلفزيون الشرق الأوسط (MBC)، يعرض مختلف الأخبار السياسية والمنوعة. أطلق الموقع في 21 فبراير 2004 وتولى رئاسة التحرير في البداية الدكتور عمار بكار، وإدارة التحرير الصحفي أنس فودة، حتى انتقلت الإدارة في العام 2009 إلى الصحفي السعودي داوود الشريان، ويتولى الصحافي مطر الأحمدي رئاسة التحرير حالياً ابتداءً من يناير (كانون الثاني) لعام 2014.

## المحتوى
يتكون الموقع من عدة أقسام، منها:
- الصفحة الأولى: يضم أهم الأخبار وملفات إخبارية يتم تحديثها دوريا بالإضافة إلى الاستفتاءات.
- سياسة: يضم الأخبار والمقالات والتقارير السياسية.
- رياضة: يضم الأخبار والمقالات والتقارير الرياضية، كما يقدم تغطيات خاصة للبطولات الرياضية.
- الصفحة الأخيرة: يضم مجموعة أخبار منوعة غير سياسية.
- آراء: ينشر مقالات للعديد من الكتاب من الصحافة العربية.
- المكتبة التفاعلية: يضم ملفات الصور والملفات التفاعلية.

أما الأخبار الاقتصادية وأخبار المال والأعمال فتنشر في موقع منفصل هو الأسواق.نت، وهو أيضا تابع لقناة العربية.
يوفر موقع العربية.نت أيضا بث حي مجاني لقناة العربية، كما يتيح إضافة التعليقات على معظم الصفحات المنشورة. يوجد في الموقع أيضا منتدى للفيديو يهدف إلى استقطاب المواهب في مجالات إنتاج وتصوير الأفلام سواء الوثائقية أو الصحفية أو حتى تشجيع الراغبين في تسجيل لحظاتهم أو تجاربهم الشخصية.
بالإضافة إلى النسخة العربية من الموقع، توجد إصدارات أخرى باللغات الإنجليزية والفارسية والأردو.

## العوائق
تم اختراق موقع العربية.نت في 9-10 أكتوبر 2008 من قبل جماعة معينه والتي بررت اختراق الموقع بصفته موقعا سنيّا وطبعت على صفحته الرئيسية رسالة تهدد المواقع السنية بأنها ستشن المزيد من الاختراقات على المواقع السنية قاطبة إذا لم ينفك «القراصنة السنة» عن اختراق المواقع الشيعية، الأمر الذي دفع إدارة القناة إلى إصدار بيان إدانة لهذا الانتهاك، كما نفت ادعاءات المخترقين بالميل إلى إحدى الطائفتين. قامت القناة بعيد الاختراق بإنشاء موقع بديل على نطاق www.alarabiya.tv ليحل محل الموقع المخترَق بشكل مؤقت.
وكانت منتديات إلكترونية في أثناء فترة الاختراق قد قامت بنشر بيان زعمت أنه صادر من إدارة مدينة دبي للإعلام (حيث يقع مقر قناة العربية) يحذر القناة من الاستمرار في «نهجها الطائفي» و«بث الفتنة بين الطوائف»، إلا أنه اتضح فيما بعد أن البيان كان مزورًا حيث نفت إدارة مدينة دبي للإعلام أي علاقة لها بذلك البيان.

## وصلات خارجية
- الموقع الرسمي